# Saint-Aventin
Saint-Aventin település Franciaországban, Haute-Garonne megyében. Lakosainak száma 63 fő (2022. január 1.). Saint-Aventin Benque-Dessous-et-Dessus, Bagnères-de-Luchon, Castillon-de-Larboust, Cazarilh-Laspènes és Trébons-de-Luchon községekkel határos.

## Népesség
A település népessége az elmúlt években az alábbi módon változott:
| Lakosok száma | 155  | 115  | 98   | 90   | 100  | 105  | 80   | 64   | 62   | 63   |
|               | 1968 | 1982 | 1990 | 2006 | 2013 | 2015 | 2017 | 2019 | 2020 | 2022 |